# Frank Medrano
Frank Medrano (* 20. Mai 1958 in Manhattan, New York City)  ist ein US-amerikanischer Schauspieler.

## Filmografie (Auswahl)
- 1994: Die Verurteilten (The Shawshank Redemption)
- 1995: Das Chamäleon (Chameleon)
- 1996: Sleepers
- 1996: The Fan
- 1997: Suicide Kings
- 1999: Der Diamanten-Cop (Blue Streak)
- 2000: Coyote Ugly